# 입정교성회

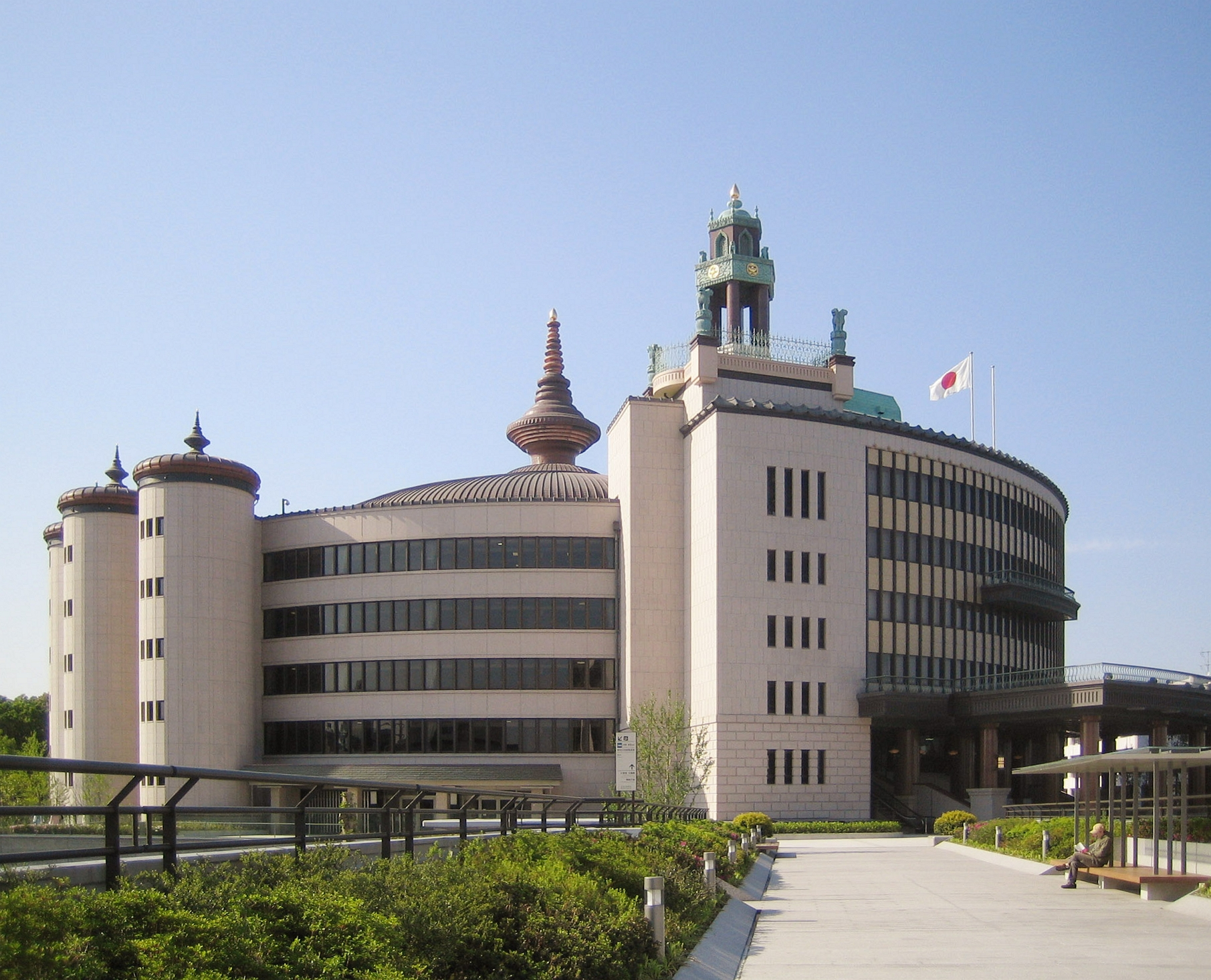
입정교성회 총본부

입정교성회(立正佼成会)는 일본의 불교계 신흥 종교이다.
일련종에서 파생되었으나, 일련정종, 창가학회 등과는 전혀 다른 계통으로 발전하게 되었다.